# Adeln i Norge
Adeln i Norge var en samhällsklass som i Norge från medeltiden hade betydligt mindre inflytande än adeln i grannländerna Danmark och Sverige. När Norge 1814 frigjordes från Danmark och antog Eidsvollförfattningen, uteslöt man skapandet av egen adel.

## Historik
Norges jords- och bördsadel tillkämpade sig under 900-talet till 1100-talet en alltmer framstående ställning i samhället och upptog småningom i sina led även kungatjänarna. Sin högsta utveckling nådde den i ländermands-aristokratiets dagar, då de länderbårne innehade en ärftlig, överordnad ställning i samhället och hade lagligen tillerkända företrädesrättigheter framför andra. Dessa rättigheter var dock inte av politisk art, och skattefrihet hörde inte till dem, även om ledingsplikt uttryckligen låg på ländermändene. I socialt och privaträttsligt hänseende ägde de däremot stora företrädesrättigheter. Men denna adels antal var aldrig stort, och vid mitten av 1200-talet återstod bara fem av dessa gamla hövdingaätter.
Själva ländermandsvärdigheten avskaffades 1308, och den hirdadel, som sedan fanns i Norge under återstoden av medeltiden, stod tveklöst i beroende av kungamakten. Den norska adeln intog således vid tidpunkten för Kalmarunionen en ojämförligt mindre betydande ställning i samhället än Sveriges och Danmarks, och förhållandet för den norska förbättrades ingalunda därefter.
Landets utseende förhindrade bildandet av ett adelsvälde grundat på stora jordbesittningar, och även den fornåldriga odelsrätten verkade i detta fall hämmande. Den nya, från Danmark invandrade förlänings- och ämbetsmanna-adeln (privilegier av 1582 med senare tillägg och förbättringar, t. ex. 1646, 1648, 1673) fick inte motsvarande ställning i Norge som i hemlandet. Norges underordnade politiska ställning gentemot Danmark var inte heller gynnsam för uppkomsten av en adel, allra minst av en ståndsadel med representativa rättigheter.
Då det nya norska statsskicket grundlades och började uppbyggas på bred demokratisk grundval, var adeln en i hög grad överflödig inrättning, utan fast rot i det förflutna, utan något större stöd i sin samtid. Norges grundlov föreskrev därför redan från början, att inga personliga eller blandade ärftliga företräden fick förlänas i framtiden, liksom inga grevskap, baronier, stamhus (d.v.s. till majorat förvandlade sätesgårdar) eller fideikommiss fick upprättas. Vid 1816 års storting beslöts att upphäva för kommande släkten alla adliga företrädesrättigheter, såsom särskild civil och judiciell förvaltning inom grevskap och baronier, jus patronatus, rätt till böter samt skatte- och tionde-frihet. Beslutet fick dock inte sanktion av regeringen förrän 1821, då ytterligare två storting bekräftat beslutet. Ett omedelbart därpå av regeringen ingivet förslag om en ny adels inrättande förkastades i sinom tid. Ett givet löfte om ersättning åt de få adelsfamiljer, som led förlust genom adelslagen, kunde heller inte uppfyllas.